# Parastenocaris psammica
Parastenocaris psammica is een eenoogkreeftjessoort uit de familie van de Parastenocarididae. De wetenschappelijke naam van de soort is voor het eerst geldig gepubliceerd in 1961 door Songeur.